# Poddębie
Poddębie (prononciation : [pɔdˈdɛmbjɛ]) est un village polonais de la gmina de Wieliszew dans le powiat de Legionowo de la voïvodie de Mazovie dans le centre-est de la Pologne.
Il se situe à environ 5 kilomètres à l'ouest de Wieliszew (siège du powiat), 8 kilomètres au nord de Legionowo (siège du powiat) et à 29 kilomètres au nord de Varsovie (capitale de la Pologne).
Le village possède approximativement une population de 80 habitants en 2006.

## Histoire
De 1975 à 1998, le village appartenait administrativement à la voïvodie de Varsovie.